# ضیا موحد
سید ضیا موحّد (زاده ۱۲ دی ۱۳۲۱ در اصفهان) استاد فلسفه و منطق و شاعر ایرانی است.

## تحصیلات
در اصفهان تحصیلات ابتدایی و متوسطهٔ خود را به پایان برد. او در دانشکده علوم دانشگاه تهران در رشته فیزیک، و در کالج دانشگاهی لندن در رشتهٔ فلسفه تحصیل کرده است. او مدیر گروه منطق و عضو هیئت امنای انجمن حکمت و فلسفهٔ ایران است.

### پایان‌نامه
- کارشناسی ارشد: «احتمال تشعشعات الکترومغناطیسی هسته در میدان کوانتایی»، به راهنمایی هوشنگ روحانی‌نژاد
- دکتری: «مفهوم فرِگه از اندیشه (Gedanke)»، به راهنمایی دبلیو. دی. هارت

محسن ملکی در مقالاتی که دربارۀ شعرهای ضیاء موحد نوشته است، او را یکی از مهمترین شاعران امروز ایران میداند. این مقالات عبارتند از: «صدایت میکنند؟»، «دامن گشودن خلأ و شاعران ناممکن»، و «زخم خاک، مسیانیسم و شب پایی برای قوم به جان باخته». این مقالات در روزنامۀ شرق و وبسایت هنری و ادبی پوئتیکا منتشر شده اند. 

## مسئولیت‌ها
- مدیر گروه منطق، مؤسسهٔ پژوهشی حکمت و فلسفهٔ ایران، از شهریور ۱۳۸۱
- عضو هیئت امنای مؤسسهٔ پژوهشی حکمت و فلسفهٔ ایران، از مهر ۱۳۸۱
- عضو کمیته ترفیعات مؤسسهٔ پژوهشی حکمت و فلسفهٔ ایران، از خرداد ۱۳۸۲
- معاون پژوهشی انجمن حکمت و فلسفهٔ ایران، از دی ۱۳۷۱ تا سال ۱۳۸۰
- مدیر کمیتهٔ علمی فلسفهٔ زبان و منطقِ انجمن زبان‌شناسی ایران، از خرداد ۱۳۸۱

## اظهارات جنجالی
موحد در نیمه دوم دهه هشتاد با اظهاراتی دربارهٔ جلال آل‌احمد و همچنین قالب شعری غزل به چهره‌ای جنجالی در حوزهٔ ادبیات و روشنفکری ایران تبدیل شد. موحد، آل‌احمد را نه یک روشنفکر که یک هوچی‌گر نامید. او که این مطالب را در قالب گفتگو با هفته‌نامه شهروند امروز به مناسبت سالروز مرگ آل‌احمد بیان کرده بود در بخشی از آن گفت:
«بخش سیاست‌پیشگی او [جلال آل‌احمد] دقیقاً دور از مسائل روشنفکری بود. آدمی است که به‌راحتی هوچی‌گری می‌کند. به راحتی غرق شدن صمد بهرنگی و خودکشی تختی را می‌اندازد گردن رژیم… کار دیگری که آل‌احمد می‌کرد این بود که اشتباهاتی مرتکب می‌شد و راه‌هایی می‌رفت که دلش نمی‌پسندید. بعد برای این‌که از گناه کرده خودش را تبرئه کند، ماجرا را می‌انداخت گردن رژیم. می‌نوشت که من با دستگاه شرکت نفت مخالفم اما اشتباه کردم چک گرفتم… برای اینکه یک‌جوری بگوید من با اکراه این چک را گرفته‌ام. خب اینکه دیگر با اکراه و رضا ندارد!! تازه یک تحقیقی کرده‌ای و آن‌ها هم در مقابل، یک پولی به تو داده‌اند، دیگر این همه سروصدا ندارد… او یک چنین تزلزلی داشت. در واقع او هم‌چنان توده‌ای ماند. با همان هوچی‌گری‌ها و با همان سیاست‌پیشگی‌هایش…»

## آثار

### فلسفه و منطق
- از ارسطو تا گودل: مقاله‌های فلسفی - منطقی، انتشارات هرمِس، تهران، ۱۳۸۲.
- منطق موجهات، انتشارات هرمِس، تهران، ۱۳۸۱.
- واژگان توصیفی منطق، (انگلیسی به فارسی) پژوهشگاه علوم انسانی و مطالعات فرهنگی و تحقیقات فرهنگی، تهران ۱۳۷۴.
- درآمدی به منطق جدید، انتشارات علمی، تهران، چ اول ۱۳۶۸، چ پنجم ۱۳۸۳.
- تاملاتی در منطق ابن سینا و سهروردی، انتشارات هرمس با همکاری مؤسسه پژوهشی حکمت و فلسفه ایران، تهران ۱۳۹۴

### ادبیات
- و جهان آبستن زاده شد (دفتر شعر)
- مشتی نور سرد (دفتر شعر)
- نردبان اندر بیابان (دفتر شعر)
- غراب‌های سفید (دفتر شعر)
- شعر و شناخت، مجموعه مقاله‌های ادبی، انتشارات مروارید، ۱۳۷۷.(پژوهش ادبی)
- سعدی، طرح نو، تهران، چاپ اول ۱۳۷۲. (چاپ پنجم، انتشارات نیلوفر ۱۳۹۲)(پژوهش ادبی)
- دیروز و امروز شعرِ فارسی، نشر هرمس، چاپ سوم ۱۳۹۴ (برگزیدهٔ بیست مقاله و دو گفتگو در زمینهٔ شعر و نقد ادبی)[۳]

### ترجمه
- منتقدان فرهنگ: از ماتیو آرنولد تا ریموند ویلیامز، لزلی جانسون، طرح نو، تهران، ۱۳۷۸.
- نظریه ادبیات، رنه وِلِک و استین وارِن، (با همکاری پرویز مهاجر)، انتشارات علمی و فرهنگی، تهران، ۱۳۷۳.

### سایر
- البته واضح و مبرهن است که... (رساله ای در مقاله نویسی)، انتشارات نیلوفر (چاپ اول، تابستان ۱۳۸۷)
- پنهان در آینه (گفتگوی مهدی مظفری ساوجی با ضیاء موحد) انتشارات هرمس ١٣٩٥. ویراست جدید کتاب با افزوده در سال ١٤٠٢ منتشر شد.

## جوایز
- جایزه کتاب سال در سال ۱۳۸۲ برای کتاب «منطق موجهات» نوشته ضیاء موحد.
- جایزه کتاب سال در سال ۱۳۶۹ برای کتاب «درآمدی به منطق جدید» نوشته ضیاء موحد.
- جایزه تقدیری کتاب سال جمهوری اسلامی ایران، مجموعه شعر مشتی نور سرد، ۱۳۸۱
- جایزه کتاب سال جمهوری اسلامی ایران، برای ترجمه کتاب نظریه ادبیات اثر رنه ولک و اوستین وارن، ۱۳۷۴
- استاد نمونه پژوهشگاه علوم انسانی و مطالعات فرهنگی۱۳۷۶